# بل بوئینگ وی-۲۲ آسپری
وی-۲۲ آسپری (به انگلیسی: Bell Boeing V-22 Osprey) تیلت‌روتور دو ملخهٔ نظامی آمریکایی است. آسپری (به معنی عقاب ماهیگیر) هم توانایی برخاست و فرود عمودی به سبک بالگردها و هم امکان برخاست و فرود کوتاه به سبک هواپیماها را دارد و به عنوان هواگردی طراحی شده که همزمان ویژگی‌های یک بالگرد متعارف و قابلیت پرواز سریع و دوربرد یک هواپیمای توربوپراپ را داشته باشد.

## طراحی و توسعه

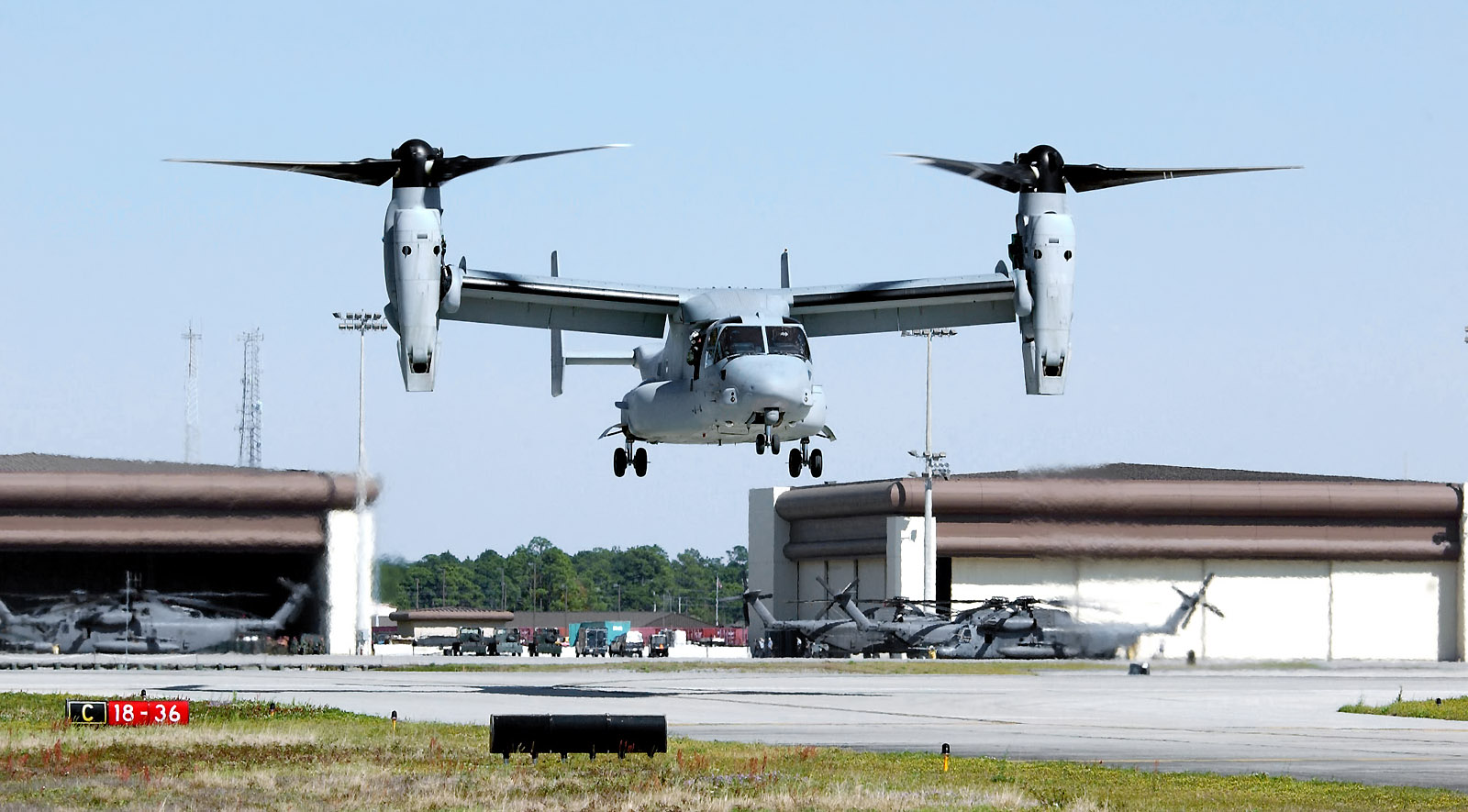
تصویر دیگری از ۲۲ آسپری

طراحی چنین هواگردی در دهه ۵۰ میلادی مطرح شد که به ساخت نمونه‌های آزمایشی همانند هیلر ایکس-۱۸ انجامید. در پی شکست آمریکا در عملیات طبس، نیاز به هواگردی در ناوگان نظامی آمریکا احساس شد که بتواند سرعت و برد پروازی یک هواپیما را با قابلیت پرواز عمودی بالگرد ترکیب کند. در سال ۱۹۸۳ وظیفه طراحی این هواگرد به تیم مشترکی از کارخانه‌های بل هلیکوپتر و بوئینگ سپرده شد. اولین نمونه وی-۲۲ در ۱۹۸۹ به پرواز درآمد اما پیچیدگی‌ها و دشواری‌های فراوانی که در راه ساخت نخستین هواگرد پروانه گردان (تیلت-روتور) نظامی در تاریخ هوانوردی وجود داشت، باعث شد تا معرفی رسمی آن به نیروهای مسلح آمریکا تا سال ۲۰۰۷ طول بکشد.
این هواگرد تاکنون تنها در اختیار نیروی تفنگداران دریایی و نیروی هوایی آمریکا قرار داده شده و در طول عمر کوتاه فعالیت خود جنگ‌هایی را در عراق، افغانستان، سودان و لیبی را تجربه کرده‌است. آسپری قرار است در نیروی تفنگداران دریایی جایگزین بالگردهای سی‌اچ-۴۶ سی نایت شود. تاکنون ۱۶۰ فروند از این هواگرد ساخته شده که قیمت پروازی هر فروند مدل ام‌وی-۲۲ آن ۶۹٫۳ میلیون دلار است. آمریکایی‌ها در مجموع سفارش خرید ۴۰۸ فروند از آن را داده‌اند که در این صورت کل هزینه پروژهٔ طراحی و ساخت وی-۲۲ آسپری به ۳۵٫۶ میلیارد دلار خواهد رسید.

## ویژگی‌ها
آسپری مانند بالگرد به صورت عمودی از روی زمین بلند می‌شود و سپس مانند هواپیما پرواز می‌کند. پروانه موجود در این وسیله آن را از زمین بلند میکند . سپس موتورهای عظیم آن به طرف پایین متمایل می‌شوند و بال‌ها بالگرد را به سمت بالا می‌کشند. پروانه گردان‌های اوسپری دو برابر یک بالگرد معمولی سرعت دارند و قادر هستند ۲۵ سرباز را با سرعت ۴۰۰ کیلومتر بر ساعت با برد عملیاتی ۱۸۵۰ کیلومتر جابه‌جا کند.

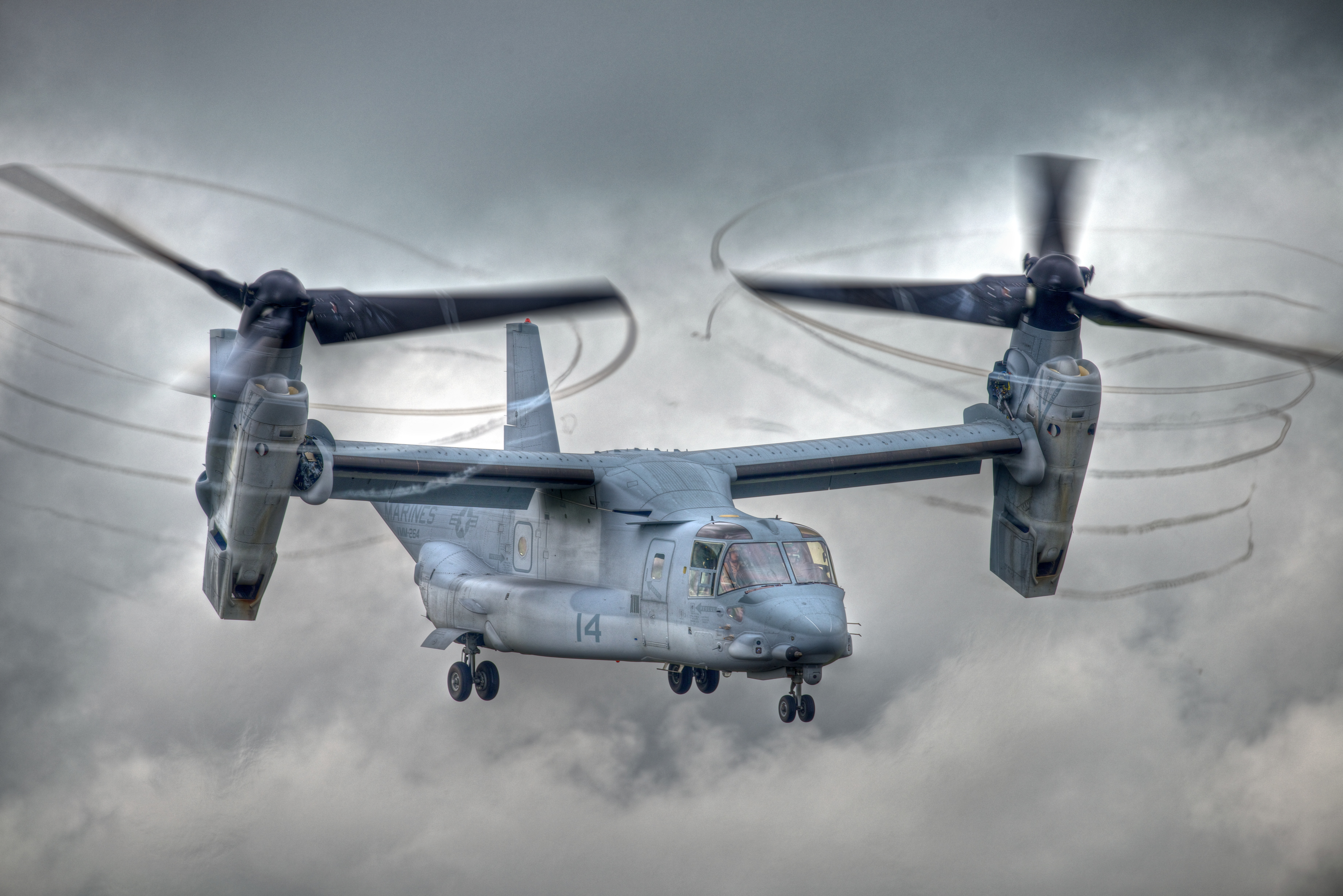
یک بالگرد بل بوئینگ وی-۲۲ اوسپری در نمایشگاه هوایی سلطنتی سال ۲۰۱۲ میلادی

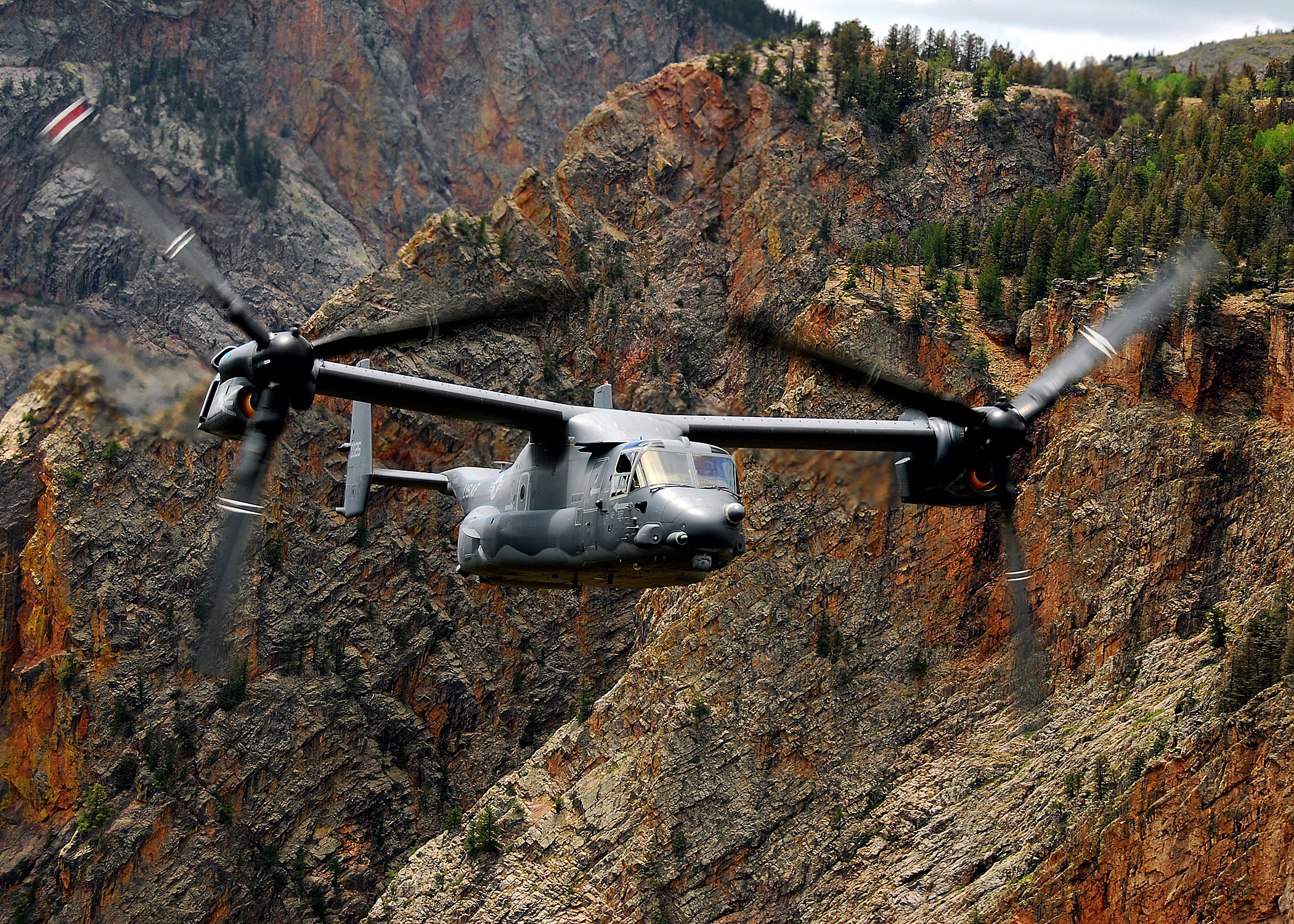
یک بالگرد بل بوئینگ وی-۲۲ اوسپری در حال پرواز در آسمان ایالت نیومکزیکوی آمریکا در اوت ۲۰۰۷ میلادی

هواگردهای پروانه گردان آسپری، یکی از همه‌کاره‌ترین هواگردهای نظامی آمریکایی هستند. تفنگداران دریایی از طرفداران سرسخت ساخت این بالگرد بودند چرا که می‌تواند به سرعت سربازان را از ساحل به محل امن برساند.
مشخصات عملکردی

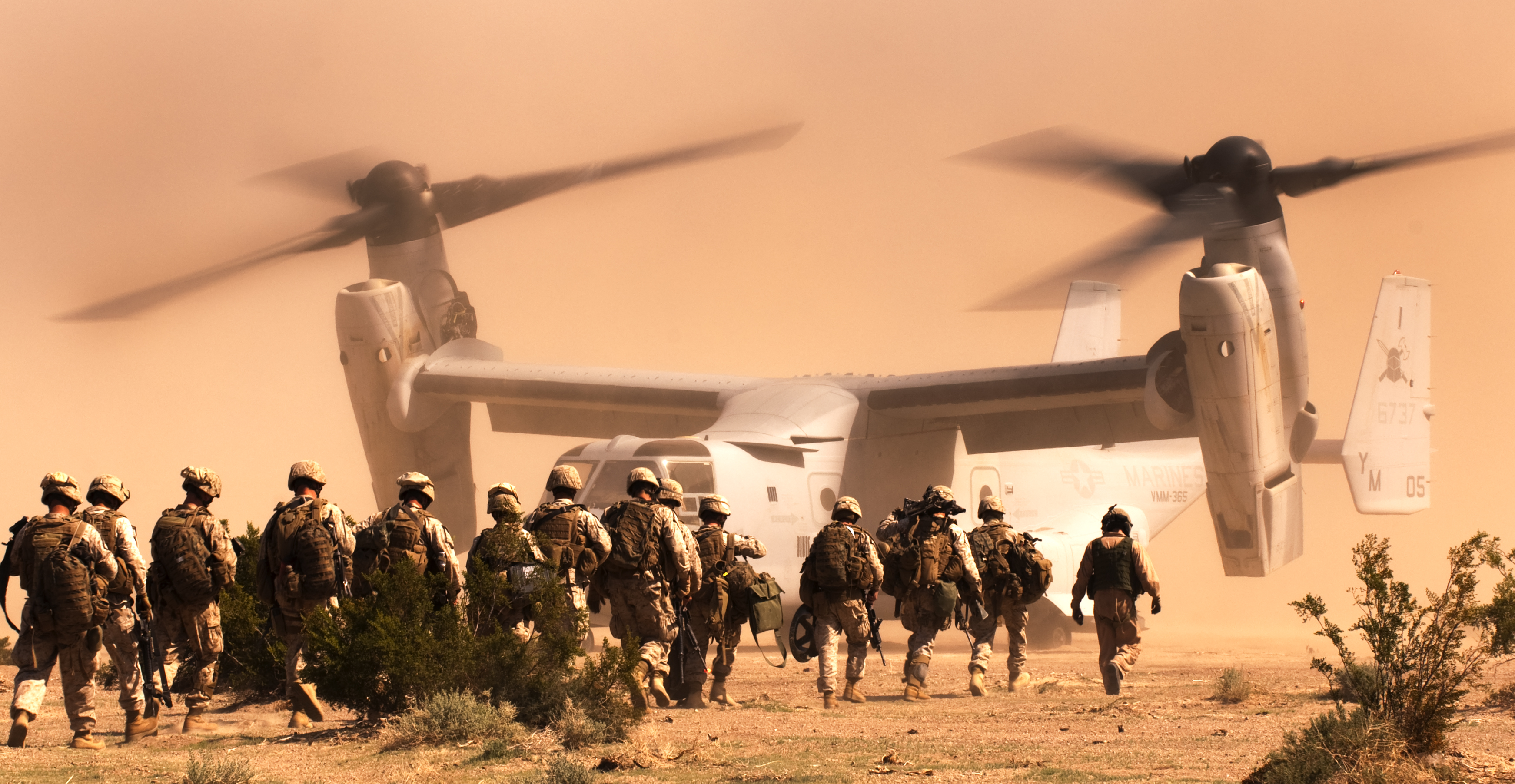

- خدمه: چهار نفر (خلبان، کمک‌خلبان، دو مهندس پرواز)
- ظرفیت: ۲۴ سرباز به صورت نشسته روی صندلی، ۳۲ سرباز نشسته روی کف یا ۹۰۷۰ کیلوگرم بار داخلی یا بیشترین ۶۸۰۰ کیلوگرم بار خارجی
- سقف پرواز سرویس: ۷۶۲۰ متر
- بیشترین نرخ برخاست : ۱۱٫۸ متر بر ثانیه
- بیشترین سرعت: ۵۰۹ کیلومتر بر ساعت در بلندی دریا - ۵۶۵ کیلومتر بر ساعت در ارتفاع ۴۶۰۰ متری
- سرعت کروز: ۴۴۶ کیلومتر بر ساعت
- سرعت واماندگی: ۱۱۰ گره هوایی در حالت پرواز هواپیمایی
- برد عملیاتی: ۱۶۷۲ کیلومتر
- گستره جنگی: ۷۲۲ کیلومتر
- برد عبوری: ۳۵۹۰ کیلومتر با دو محفظه سوخت اضافی

مشخصات فنی
- طول: ۱۷٫۵ متر
- عرض با پروانه‌ها: ۲۵٫۸ متر
- قطر پروانه: ۱۱٫۶۰ متر
- اندازه  بال: ۲۸ متر مربع
- وزن خالی: ۱۵٬۰۳۲ کیلوگرم
- وزن بارگیری: ۲۱٬۵۰۰
- بیشترین وزن برخاست: ۲۷٫۴۰۰ کیلوگرم
- نیروی حرکت: ۲ موتور رولز رویس آلیسون T406/AE 1107C-Liberty هر یک به قدرت ۶۱۵۰ اسب بخار